# Siljansnäs
Siljansnäs is een plaats in de gemeente Leksand in het landschap Dalarna en de provincie Dalarnas län in Zweden. De plaats heeft 1307 inwoners (2005) en een oppervlakte van 382 hectare. De plaats ligt op een schiereiland, dat omsloten wordt door het meer Siljan. Net buiten de plaats ligt een vliegveldje, dat wordt gebruikt door sportvliegtuigjes.

## Geboren
- Sven Agge (1925 - 2004), biatleet